# 奥列格·伊凡诺维奇
奥列格·伊凡诺维奇（?—1402年），是1350年至1402年期間梁赞大公国的君主。他的女儿嫁给尤里·斯维亚托斯拉维奇。他曾經與弗拉基米尔·雅罗斯拉维奇結盟。